# Coloneura major
Coloneura major är en stekelart som beskrevs av Griffiths 1967. Coloneura major ingår i släktet Coloneura och familjen bracksteklar. Inga underarter finns listade i Catalogue of Life.